# .st
‎.st‏ دامنه اینترنتی اختصاص داده شده به کشور سائوتومه و پرینسیپ است.